# 刑事ドラマ
刑事ドラマ（けいじドラマ）は、主に刑事（もしくは警察官）を主人公とするテレビドラマのジャンルの一つ。警察ドラマ（けいさつドラマ）とも呼ばれ、主に犯罪事件の捜査と解決を主軸とした物語をテーマとする。

## 誕生から定番ジャンルへ
警察を舞台とする日本の映像作品としては、1950年代からシリーズで製作された映画『にっぽんGメン』や『警視庁物語』があり、製作した東映はこれを刑事ドラマの原点として紹介している。これを受け、日本テレビが日本で初の刑事ドラマとして1957年9月より『ダイヤル110番』、NET（現在のテレビ朝日）が日本初の1時間連続ドラマとして1961年10月より『特別機動捜査隊』の放送を開始した。『特別機動捜査隊』は、少数（5人）チームの刑事たちが現場に急行して事件を解決に当たるという迅速な展開が、人気を集めた。刑事ドラマのスタイルに大きな影響を与えたという点で、制作者である東映自身は「日本の刑事ドラマのルーツと言える作品」であるとしている。なお、それまでのドラマにおける警察は私立探偵が解決する推理ドラマの脇役もしくは明治・大正~戦前、戦中の言論弾圧に駆り出された影響で、反体制・反骨精神による犯罪を犯す者に対しての権力・圧政の象徴としての「敵役」、終戦直後の混乱期における警察力の低下による「やられ役」が多く、扱いは決して良いものではなかった。
視聴率30%を越える人気を博した『特別機動捜査隊』は、その後も多くの刑事ドラマ作品が製作される起点となったばかりでなく、『大江戸捜査網』のように、現代劇刑事ドラマのチーム捜査の展開が取り入れられた時代劇も制作された。
1970年代以降は群像劇ではなく、捜査員同士がコンビを組んで、捜査中の掛け合いを売りにする「バディ作品」も制作されはじめた。アメリカの『刑事スタスキー&ハッチ』や『白バイ野郎ジョン&パンチ』といった作品を始め、日本でも『俺たちの勲章』『噂の刑事トミーとマツ』を皮切りに、『あぶない刑事』や『相棒』といった作品が制作されている。
他方、アメリカでは『鬼警部アイアンサイド』のように、一人の刑事の人間性を追った刑事ドラマも制作され、日本でも『はぐれ刑事純情派』や関西ローカルではあるが大阪府警察を舞台にした『部長刑事』シリーズ（朝日放送）のように長期シリーズ化した作品も制作された。
現在では刑事ドラマの無いクールは無いとも言われる定番のジャンルである。作品によってはシリーズ化される等、長期にわたって制作・放送されるものも多い。
人気の理由について、事件や警察という題材が視聴者にとってあまり身近ではないことで、いくらか現実離れした設定や物語であってもリアルさを感じられることや、基本的に1話完結（＝容疑者を確保し事件解決）するスタイルにより、物語を1話見逃しても視聴を続けやすいという安心感などが挙げられている。また、『太陽にほえろ!』がヒットして以降は、出演者が番組を降板する際殉職（＝犯罪捜査中に死亡）することが定番であったが、1990年代以降の作品ではそうした事例は少なくなり、降板の際は他部署へ異動、または警察を退職するパターンが多い。
民放の全国ネットで放送されている連続ドラマには警視庁ないし同管内を舞台にしている作品が多く、次いで神奈川県警察ないし同管内（特に横浜市内）、京都府警察ないし同管内（特に京都市内）と続く。また、『部長刑事』シリーズのように、一部のシリーズを除き大阪府警が「応援」という形で制作に関わっているケースもあった。1970年代から1980年代にかけてのレギュラー作品では、特別版として地方や日本国外を舞台とした作品がたびたび放送されていた。

## 現実の捜査活動との相違
現実に存在する警察組織をモチーフにしている刑事ドラマでは、基本的には実際の捜査活動に近い手法で事件を解決する様子が描かれる。その一方、ストーリーの展開の都合や視聴者へのわかりやすさなどのため、現実とは異なる捜査・警察が描写されることも多い。例えば、刑事たちが捜査状況を整理しようとホワイトボードに被害者の写真を貼ったり情報を書き込んだりする場面が多く登場するが、実際にはホワイトボードなどを使わずに口頭で連絡しているという。また、ドラマでは警察車両を使用した捜査活動（容疑者の追跡、張り込みなど）が多く見られるが、実際に警察車両を使った捜査はごく少数に限られるという。
さらに、重大事件（処罰が最低でも5年の懲役実刑、最高が死刑または無期懲役となる犯罪事案）については警察本部（警視庁管内を舞台にする作品がほとんどだった当時は「本庁」と呼ばれた）の捜査第一課が指揮する捜査本部が必ず設置され、所轄警察署の刑事課単独で捜査することは絶対にない。また、1970年代から1980年代にかけての刑事ドラマにおいては、犯人を逮捕する過程で相手を殴ったり、拳銃を発砲したりする描写が盛り込まれた作品が多かったが、実際にそのような状況が生じることは少ない。
なお、架空の捜査部署・警察署が舞台となる場合も多いが、前述の『特別機動捜査隊』放送開始後には警視庁に「機動捜査隊」が設置されたり、新設される警察署の名称が『踊る大捜査線』の「湾岸署」と類似する「東京湾岸警察署」となるなど（詳細は東京湾岸警察署#名称および東京湾岸警察署#架空の作品との関わりについてのエピソードを参照）、現実の警察組織に刑事ドラマが間接的に影響を与えた例もある。

## 関連作品
- Tatort（ドイツ語版） - 読みはタートオルト、ドイツ語で「事件現場」の意。ドイツで1970年11月29日から放映され、ドイツ語圏で1,000タイトル以上の長編となって放映されている刑事ドラマ[8]。